# Maxima
Maxima — вільна комп'ютерна алгебраїчна система, заснована на Macsyma версії 1982 року. Написана мовою програмування Common Lisp, та розповсюджується за умовами ліцензії GNU General Public License. Працює на всіх POSIX-сумісних платформах та Microsoft Windows.
Створена на основі системи Macsyma, що розроблялася в MIT з 1968 по 1982 роки в рамках проекту Project MAC, і фінансувалася Міністерством енергетики США (DOE) та іншими державними організаціями. Професор Вільям Шелтер (англ. Bill Schelter) з Техаського університету в Остіні підтримував один з варіантів системи, відомий як DOE Macsyma, з 1982 року до самої своєї смерті в 2001 році. У 1998 році Шелтер отримав від Міністерства енергетики дозвіл опублікувати вихідний код DOE Macsyma під ліцензією GPL, і в 2000 році він створив проект на SourceForge.net для підтримки і подальшого розвитку DOE Macsyma під назвою Maxima.
Має широкий набір засобів для проведення аналітичних обчислень, числових обчислень і побудови графіків. По набору можливостей система близька до таких комерційних систем, як Maple і Mathematica. Водночас вона володіє високим ступенем переносимості: може працювати на всіх основних сучасних операційних системах на комп'ютерах.
Для системи побудовано кілька графічних інтерфейсів користувача і надбудов: XMaxima (включений в поставку в багатьох ОС), wxMaxima (заснований на wxWidgets) та інших, а також може працювати в режимі командного рядка (використовуючи псевдографіку).
Для редагування наукових текстів в Maxima може використовуватися програма texmacs, яка дозволяє експортувати документи в ряд популярних форматів, включаючи TeX/LaTeX і HTML/MathML.
Завдяки відкритому коду системи з'явилися інші її застосування, наприклад, на основі Maxima зроблена програма Stack, призначена для автоматизованої перевірки правильності математичних виразів. Зокрема, вона застосовується для комп'ютерної перевірки відповідей учнів з математики.